# ذراع كحدان (يهر)

تعديل مصدري - تعديل

ذراع كحدان هي إحدى قرى عزلة يهر بمديرية يهر التابعة لمحافظة لحج، بلغ تعداد سكانها 103 نسمة حسب تعداد اليمن لعام 2004.